# Łagów (gmina w województwie lubuskim)
Łagów – gmina wiejska w województwie lubuskim, w powiecie świebodzińskim. W latach 1975–1998 gmina położona była w województwie zielonogórskim.
Siedziba gminy to Łagów.
Według danych z 30 czerwca 2004 gminę zamieszkiwało 5125 osób.

## Ochrona przyrody
Na obszarze gminy znajdują się następujące rezerwaty przyrody:
- rezerwat przyrody Mechowisko Kosobudki – chroni torfowisko przejściowe z charakterystyczną florą i fauną;
- rezerwat przyrody Nad Jeziorem Trześniowskim – chroni fragment lasu bukowego pochodzenia naturalnego, z domieszką innych gatunków drzew;
- rezerwat przyrody Pawski Ług – chroni torfowisko przejściowe z charakterystyczną florą i fauną.

## Struktura powierzchni
Według danych z roku 2002 gmina Łagów ma obszar 199,19 km², w tym:
- użytki rolne: 32%
- użytki leśne: 59%

Gmina stanowi 21,25% powierzchni powiatu.

## Demografia

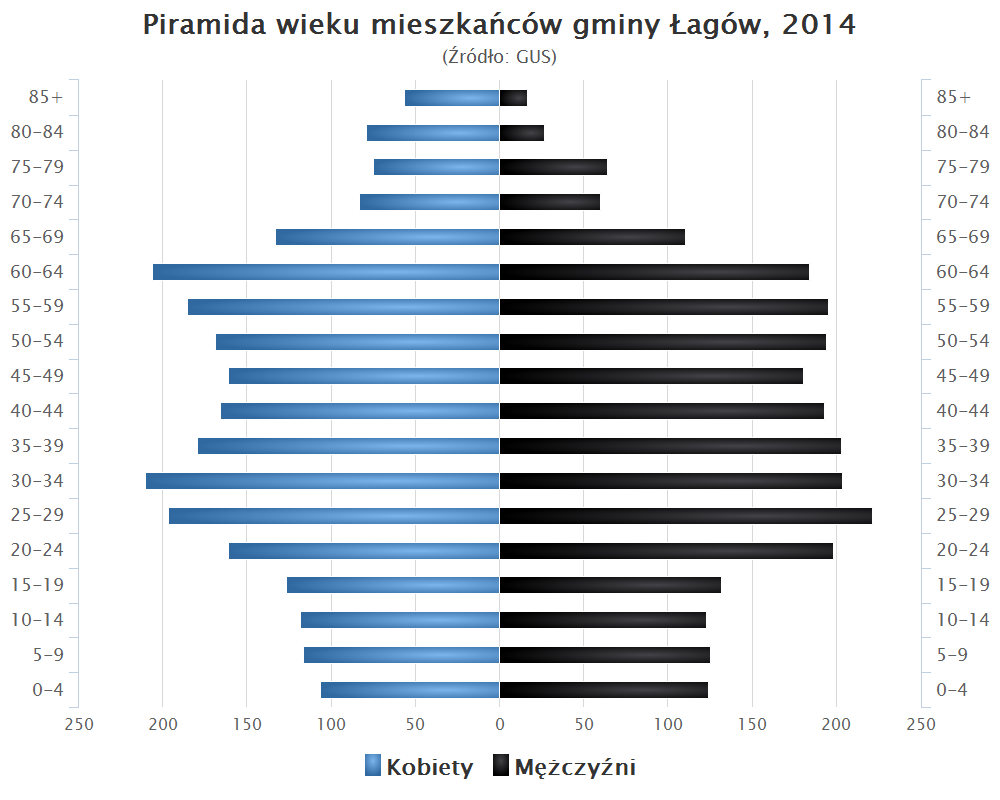
Piramida wieku mieszkańców gminy Łagów w 2014 roku

Dane z 30 czerwca 2004:
| Opis                              | Ogółem | Ogółem | Kobiety | Kobiety | Mężczyźni | Mężczyźni |
| --------------------------------- | ------ | ------ | ------- | ------- | --------- | --------- |
| jednostka                         | osób   | %      | osób    | %       | osób      | %         |
| populacja                         | 5125   | 100    | 2537    | 49,5    | 2588      | 50,5      |
| gęstość zaludnienia (mieszk./km²) | 25,7   | 25,7   | 12,7    | 12,7    | 13        | 13        |

## Sołectwa
Gronów, Jemiołów, Kosobudz, Kłodnica, Niedźwiedź, Poźrzadło, Sieniawa, Toporów, Łagów, Łagówek, Żelechów

## Pozostałe miejscowości
Brzezinki, Czartów, Czernichów, Czyste, Gronów-Winiarnia, Jemiołów (gajówka), Jesionki, Kijewo, Kosobudki, Pasałka, Sieniawa-Osiedle Górnicze, Stok, Troszki, Wielopole, Zabiele, Zamęt

## Sąsiednie gminy
Bytnica, Lubrza, Skąpe, Sulęcin, Torzym